# Fifi Young
Fifi Young Nonie Tan (陳金娘T, Chén JīnniángP; Tan Kim Nio) (Sungai Liput, 12 gennaio 1915 – Giacarta, 5 marzo 1975) è stata un'attrice indonesiana di discendenza franco-cinese.

## Filmografia
Young recitò in più di ottantasei pellicole in trentaquattro anni di carriera. Di fatto lei stessa nel 1972 ammise di non sapere esattamente quante fossero. Sicuramente fu presente nelle seguenti:
- Kris Mataram (1940)
- Zoebaida (1940)
- Pantjawarna (1941)
- Air Mata Iboe (1941)
- Bintang Surabaja 1951 (1950)
- Harumanis (1950)
- Irawaty (Aju Kesuma) (1950)
- Meratap Hati (1950)
- Ratapan Ibu (1950)
- Djakarta Diwaktu Malam (1954)
- Halilintar (1954)
- Sedarah Sedaging (1954)
- Siapa Ajahku (1954)
- Tarmina (1954)
- Gadis Sesat (1955)
- Berdjumpa Kembali (1955)
- Kekasih Ajah (1955)
- Rumah Gila (1955)
- Pemetjahan Poligami (1956)
- Terang Bulan Terang di Kali (1956)
- Tiga Dara (1956)
- Tandjung Katung (1957)
- Air Mata Ibu (1957)
- Konsepsi Ajah (1957)
- Asrama Dara (1958)
- Bertamasja (1959)
- Momon (1959)
- Serba Salah (1959)
- Tiga Mawar (1959)
- Darah Tinggi (1960)
- Desa yang Dilupakan (1960)
- Gadis Manis Dipinggir Djalan (1960)
- Gaja Remadja (1960)
- Mendung Sendja Hari (1960)
- Asmara dan Wanita (1961)
- Limapuluh Megaton (1961)
- Notaris Sulami (1961)
- Sajem (1961)
- Pesan Ibu (1961)
- Si Kembar (1961)
- Holiday in Bali (1962)
- Violetta (1962)
- DKN 901 (1962)
- Bintang Ketjil (1963)
- Daerah Perbatasan (1964)
- Pilihan Hati (1964)
- Manusia dan Peristiwa (1968)
- Awan Djingga (1970)
- Bali (1970)
- Dibalik Pintu Dosa (1970)
- Hidup, Tjinta dan Air Mata (1970)
- Samiun dan Dasima (1970)
- Si Bego Menumpas Kutjing Hitam (1970)
- Si Pitung (1970)
- Banteng Betawi (1971)
- Biarkan Musim Berganti (1971)
- Derita Tiada Akhir (1971)
- Djembatan Emas (1971)
- Ilusia (Kasih Tak Terputuskan) (1971)
- Insan Kesepian (1971)
- Malin Kundang (Anak Durhaka) (1971)
- Pengantin Remaja (1971)
- Rina (1971)
- Tjinta di Batas Peron (1971)
- Mawar Rimba (1972)
- Pengantin Tiga Kali (1972)
- Salah Asuhan (1972)
- Aku Tak Berdosa (1972)
- Titienku Sayang (1972)
- Tjintaku Djauh Dipulau (1972)
- Wajah Seorang Pembunuh (1972)
- Ketemu Jodoh (1973)
- Kutukan Ibu (1973)
- Ambisi (1973)
- Jembatan Merah (1973)
- Si Doel Anak Betawi (1973)
- Bobby (1974)
- Si Bagong Mujur (1974)
- Tetesan Air Mata Ibu (1974)
- Cinta Remaja (1974)
- Ratapan dan Rintihan (1974)
- Hamidah (1974)
- Sayangilah Daku (1974)
- Mei Lan, Aku Cinta Padamu (1974)
- Gaun Pengantin (1974)
- Ranjang Pengantin (1974)

### Crew
- Hidup Baru (1951)
- Tarmina (1954)